# Yuri Berchiche
Yuri Berchiche Izeta (Zarauz, Guipúzcoa, España, 10 de febrero de 1990) es un futbolista español que juega de lateral izquierdo en el Athletic Club de la Primera División de España.

## Trayectoria

### Inicios y marcha a Inglaterra
Se inició como futbolista en el infantil del Antiguoko KE, club del que han salido numerosos jugadores de nivel internacional como Xabi Alonso, Javi de Pedro, Aritz Aduriz, Andoni Iraola o Mikel Arteta.
En 2004 se incorporó a la cantera de la Real Sociedad tras ser captado por Roberto Olabe,pero acabó fichando un año más tarde por su máximo rival, el Athletic Club.El 25 de noviembre de 2006 siendo jugador del Juvenil A del Athletic Club, que dirigía Julen Guerrero, intentó agredir a un árbitro tras ser expulsado. Esta acción le costó ser apartado del equipo durante cuatro meses.
En verano de 2007 fichó por el Tottenham Hotspur para jugar en su academia, a cambio de 400.000 euros.Un año más tarde se especuló con su regreso al Athletic Club, pero finalmente se quedó en Londres.En el equipo reserva llegó a coincidir en alguna ocasión con Gareth Bale, cuando no contaba con minutos en el primer equipo.El 26 de marzo de 2009 fue cedido al Cheltenham Town de la Football League One inglesa.
Tras su aventura inglesa, en julio de 2009, regresó a España para jugar como cedido en el filial del Real Valladolid de Tercera División,que tenía a Roberto Olabe como director deportivo.El 30 de agosto de 2009 debutó en Primera División, en el Estadio José Zorrilla, frente a la UD Almería (0-0).Sin embargo, no volvió a jugar con el primer equipo y pasó en el filial el resto de la temporada.Tras no renovar su contrato con el equipo inglés, el 2 de agosto de 2010, fichó por el Real Unión de la Segunda División B por dos temporadas.

### Cesión al Eibar y llegada a la Real Sociedad
El 28 de junio de 2012 fichó por la Real Sociedad, pero fue cedido inmediatamente a la SD Eibar.Con el club eibarrés consiguió ascender a Segunda División y a Primera División consecutivamente, siendo indiscutible como lateral izquierdo.Finalmente, la Real Sociedad decidió incorporarle a su plantilla de cara a la temporada 2014-15.
En sus primeras dos campañas coincidió con Alberto de la Bella en el puesto de lateral izquierdo.En la primera campaña fue suplente habitual del lateral catalán, aunque jugó veinticinco encuentros. En la segunda temporada en el club no jugó hasta el 25 de octubre, cuando Alberto estaba lesionado, pero consiguió hacerse con la titularidad para el resto de la campaña.En enero de 2016, ya asentado en el once titular, renovó su contrato con el club guipuzcoano hasta 2020.
El 18 de septiembre de 2016 logró su primer gol en Primera División, en la derrota por 2-1 ante el Villarreal.Durante la temporada 2016-17 fue un fijo en las alineaciones de Eusebio Sacristán.Además, a principios de 2017 se le relacionó con clubes como SSC Napoli, Manchester City, PSG o Real Madrid.Al término de dicha temporada, en la que anotó tres goles, acabó firmando con el PSG que buscaba un lateral tras la retirada de Maxwell.

### Paris-Saint-Germain
El 6 de julio de 2017 se hizo oficial su traspaso al París Saint-Germain por quince millones de euros.El lateral vasco llegó al club francés para competir por el puesto de lateral izquierdo con Kurzawa. El 20 de diciembre marcó su primer gol con un potente disparo, contra el SM Caen, en el Parque de los Príncipes tras recibir un pase de Neymar.El 14 de febrero de 2018 debutó en Liga de Campeones, con derrota, ante el Real Madrid (3-1).El 31 de marzo fue titular en la final de la Copa de la Liga ante el AS Monaco (3-0), logrando así su primer título con el club galo.El 15 de abril fue titular en la victoria ante el AS Monaco por 7-1, que otorgó al club parisino el título de Liga.El 8 de mayo repitió titularidad en la final de la Copa de Francia ante Les Herbiers (2-0).Acabó la temporada siendo el lateral izquierdo más utilizado del equipo con 2.613 minutos, repartidos en 32 encuentros.

### Athletic Club
El 2 de julio de 2018 fichó por el Athletic Club a cambio de poco menos de veinticinco millones de euros. El 27 de agosto, en su segundo partido oficial, logró su primer gol al rematar un pase de Iñaki Williams ante la SD Huesca en San Mamés (2-2).El 3 de abril abrió el marcador a los cinco minutos en un triunfo (3-2) ante el Levante UD.
Tras una temporada de adaptación, en la campaña 2019-20, su rendimiento aumentó.El 11 de enero de 2020 marcó su primer doblete en la segunda ronda de Copa frente al Sestao River (0-4). El 28 de enero, en octavos de final, firmó el empate con un potente disparo desde fuera del área en el minuto 118 de la prórroga ante el CD Tenerife (3-3) y que permitió eliminar al club canario en la tanda de penaltis. El 5 de marzo marcó el gol que clasificó al Athletic para la final de Copa frente al Granada CF (2-1), tras una gran acción individual en el minuto 81, cuando el cuadro nazarí había remontado la eliminatoria.
En la temporada 2020-21 estuvo mermado por las secuelas del COVID-19 que había superado en octubre. Yuri tuvo que ser sustituido en varios encuentros y a no jugar otros por mareos y vértigos en los meses posteriores. A esto se le sumó sus problemas en el pubis, que le impidieron disputar los últimos partidos de temporada. Finalmente, fue operado del pubis a finales de julio.El 13 de enero de 2022 regresó a los terrenos de juego, tras casi nueve meses sin jugar, en una victoria por 1 a 2 ante el Atlético de Madrid en las semifinales de la Supercopa de España.Tras casi un año sin marcar, el 18 de marzo de 2022, marcó el gol del empate frente al Getafe CF (1-1) en San Mamés.En el inicio de la campaña 2022-23 tuvo diversos problemas físicos que le impidieron jugar durante dos meses.A partir de octubre fue recuperando su nivel habitual y volvió a tener continuidad en el once titular.
El 27 de septiembre de 2023 anotó el primer tanto del encuentro frente al Getafe (2-2).El 2 de febrero de 2024 anotó un doblete en San Mamés, frente al RCD Mallorca (4-0), en los primeros quince minutos de encuentro.El 6 de abril fue titular en la final de Copa ante el RCD Mallorca, al que derrotaron en la tanda de penaltis.
El 19 de septiembre de 2024 alcanzó los doscientos encuentros con el club rojiblanco.Fue titular y lució el brazalete de capitán en una victoria, frente al CD Leganés (0-2), en Butarque.El 13 de marzo marcó el gol que certificó la remontada, en octavos de final de la Liga Europa, ante la AS Roma (3-1).

## Selección nacional
Fue internacional sub-17 con la selección española en 2006.También ha disputado cinco encuentros con la selección del País Vasco, todos ellos partidos de carácter amistoso. Su debut se produjo en diciembre de 2014 ante Cataluña.
En 2016 y 2017 recibió varias propuestas para ser internacional con la selección de Argelia por el origen argelino de su padre, aunque decidió no aceptarlas.

## Estadísticas

### Clubes
Actualizado al último partido disputado el 7 de noviembre de 2024.
| Club                              | Div.          | Temporada     | Liga  | Liga  | Copas nacionales | Copas nacionales | Copas internacionales | Copas internacionales | Total | Total |
| Club                              | Div.          | Temporada     | Part. | Goles | Part.            | Goles            | Part.                 | Goles                 | Part. | Goles |
| --------------------------------- | ------------- | ------------- | ----- | ----- | ---------------- | ---------------- | --------------------- | --------------------- | ----- | ----- |
| Cheltenham Town F. C. Inglaterra  | 3.ª           | 2008-09       | 7     | 0     | 0                | 0                | ―                     | ―                     | 7     | 0     |
| Cheltenham Town F. C. Inglaterra  | Total club    | Total club    | 7     | 0     | 0                | 0                | 0                     | 0                     | 7     | 0     |
| Real Valladolid C. F. · España    | 1.ª           | 2009-10       | 2     | 0     | 1                | 0                | ―                     | ―                     | 3     | 0     |
| Real Valladolid C. F. · España    | Total club    | Total club    | 2     | 0     | 1                | 0                | 0                     | 0                     | 3     | 0     |
| Real Unión Club · España          | 2.ª B         | 2010-11       | 16    | 1     | 1                | 0                | —                     | —                     | 17    | 1     |
| Real Unión Club · España          | 2.ª B         | 2011-12       | 31    | 0     | 0                | 0                | —                     | —                     | 31    | 0     |
| Real Unión Club · España          | Total club    | Total club    | 47    | 1     | 1                | 0                | 0                     | 0                     | 48    | 1     |
| S. D. Eibar · España              | 2.ª B         | 2012-13       | 36    | 4     | 3                | 0                | —                     | —                     | 37    | 4     |
| S. D. Eibar · España              | 2.ª           | 2013-14       | 37    | 3     | 1                | 0                | —                     | —                     | 38    | 3     |
| S. D. Eibar · España              | Total club    | Total club    | 73    | 7     | 4                | 0                | 0                     | 0                     | 77    | 7     |
| Real Sociedad · España            | 1.ª           | 2014-15       | 21    | 0     | 4                | 0                | —                     | —                     | 25    | 0     |
| Real Sociedad · España            | 1.ª           | 2015-16       | 21    | 0     | 1                | 0                | —                     | —                     | 22    | 0     |
| Real Sociedad · España            | 1.ª           | 2016-17       | 35    | 3     | 6                | 0                | —                     | —                     | 41    | 3     |
| Real Sociedad · España            | Total club    | Total club    | 77    | 3     | 11               | 0                | 0                     | 0                     | 88    | 3     |
| Paris Saint-Germain F. C. Francia | 1.ª           | 2017-18       | 22    | 2     | 8                | 0                | 2                     | 0                     | 32    | 2     |
| Paris Saint-Germain F. C. Francia | Total club    | Total club    | 22    | 2     | 8                | 0                | 2                     | 0                     | 32    | 2     |
| Athletic Club · España            | 1.ª           | 2018-19       | 35    | 2     | 2                | 0                | —                     | —                     | 37    | 2     |
| Athletic Club · España            | 1.ª           | 2019-20       | 33    | 2     | 7                | 4                | ―                     | ―                     | 40    | 6     |
| Athletic Club · España            | 1.ª           | 2020-21       | 23    | 1     | 6                | 0                | ―                     | ―                     | 29    | 1     |
| Athletic Club · España            | 1.ª           | 2021-22       | 14    | 1     | 6                | 0                | ―                     | ―                     | 20    | 1     |
| Athletic Club · España            | 1.ª           | 2022-23       | 29    | 1     | 7                | 0                | —                     | —                     | 36    | 1     |
| Athletic Club · España            | 1.ª           | 2023-24       | 27    | 3     | 6                | 0                | ―                     | ―                     | 33    | 3     |
| Athletic Club · España            | 1.ª           | 2024-25       | 30    | 0     | 3                | 0                | 11                    | 1                     | 44    | 1     |
| Athletic Club · España            | 1.ª           | 2025-26       | 1     | 0     | 0                | 0                | 0                     | 0                     | 1     | 0     |
| Athletic Club · España            | Total club    | Total club    | 192   | 10    | 37               | 4                | 11                    | 1                     | 240   | 15    |
| Total carrera                     | Total carrera | Total carrera | 420   | 22    | 62               | 4                | 13                    | 1                     | 495   | 28    |

## Palmarés

### Campeonatos nacionales
| Título                     | Club                | País    | Año  |
| -------------------------- | ------------------- | ------- | ---- |
| Segunda División de España | S. D. Eibar         | España  | 2014 |
| Supercopa de Francia       | París Saint-Germain | Francia | 2017 |
| Copa de la Liga            | París Saint-Germain | Francia | 2018 |
| Ligue 1                    | París Saint-Germain | Francia | 2018 |
| Copa de Francia            | París Saint-Germain | Francia | 2018 |
| Supercopa de España        | Athletic Club       | España  | 2021 |
| Copa del Rey               | Athletic Club       | España  | 2024 |

### Reconocimientos
| Distinción                                 | Año  |
| ------------------------------------------ | ---- |
| Elegido por la UEFA en el equipo de LaLiga | 2020 |

## Vida personal
Yuri, de padre argelino criado en Senpere y madre guipuzcoana, nació en la localidad costera de Zarauz, donde sus padres se habían instalado en la década de los 80. Su madre regenta el bar Bordatxo de dicha localidad.